# Jacques Delors
Jacques Delors (París, 20 de julio de 1925-París, 27 de diciembre de 2023) fue un político francés. Miembro del Partido Socialista francés, fue presidente de la Comisión Europea entre 1985 y 1995. Delors fue funcionario del Banco de Francia en 1945, tras el fin de la Segunda Guerra Mundial en Europa y de haber estudiado economía en La Sorbona. Es padre de la política socialista Martine Aubry.
El 1 de noviembre de 1993 entró en vigor el Tratado de Maastricht, que supuso la creación de la Unión Europea (UE). Delors había trabajado decididamente en el proyecto.

## Trayectoria
En 1969, el primer ministro francés Jacques Chaban-Delmas incluyó a Delors en su gabinete. En 1974, Delors se afilió al Partido Socialista francés.
En 1979, Delors consiguió un escaño tras presentarse a las primeras elecciones por sufragio universal al Parlamento Europeo. En 1981 fue nombrado ministro de Economía y Finanzas de Francia.

### Presidente de la Comisión Europea
En enero de 1985 asumió el cargo de presidente de la Comisión Europea (CE), gracias al apoyo del François Mitterrand y del canciller alemán Helmut Kohl.
En realidad, la denominada Comisión Delors estuvo compuesta de tres Comisiones distintas que se sucedieron en tres mandatos sucesivos: Desde 1985 hasta 1988, desde 1989 hasta 1992 y desde 1993 hasta 1994. Fue la Comisión que ocupó el cargo durante más tiempo, y es vista como la más exitosa de todas. Se convirtió también en la única Comisión en ocupar el cargo en tres ocasiones, y Delors ocupó el cargo de presidente durante cinco periodos bienales.
Acuerdo de Schengen
Acta Única Europea
El Acta Única Europea (AUE) es un tratado internacional firmado en Luxemburgo y La Haya (Países Bajos) el 17 de febrero y el 28 de febrero de 1986 (en La Haya) por los 12 países miembros que en ese momento formaban la Comunidad Económica Europea. Entró en vigor el 1 de julio de 1987. Esta acta contribuyó a la creación de la Unión Europea cinco años después.
El Acta Única Europea pretendió superar el objetivo de Mercado Común para alcanzar el objetivo de Mercado Único que implicaría un espacio sin fronteras interiores, en el que la libre circulación de mercancías, personas, servicios y capitales estaría garantizada. 
Erasmus
El programa Erasmus+ (acrónimo oficial del inglés; European Region Action Scheme for the Mobility of University Students – "Plan de Acción de la Comunidad Europea para la Movilidad de Estudiantes Universitarios"), es un programa educativo de la Comisión Europea concebido para promover y financiar la movilidad académica de los estudiantes y docentes europeos dentro de la Unión Europea, fomentando el intercambio social, cultural, lingüístico y deportivo. Está gestionado por la Dirección General de Educación, Juventud, Deporte y Cultura (DG EAC) de la Comisión, habiendo un plan de acción de la Agencia Ejecutiva Europea de Educación y Cultura y otras administraciones públicas, centros educativos y universidades de la Unión Europea, Suiza, Macedonia del Norte, Turquía y de los países del Espacio Económico Europeo. 
Fue creado en 1987 por iniciativa de la asociación estudiantil AEGEE Europe, fundada por Franck Biancheri (más tarde presidente del partido transeuropeo Newropeans) y promovida y posteriormente apadrinada por el Comisario europeo de Educación de la Comisión Delors, Manuel Marín, con el especial apoyo del presidente de la República Francesa, François Mitterrand y del Gobierno de España, Felipe González. El programa se integró en 1995 en un plan de mayor envergadura, un plan llamado Sócrates, desarrollado desde el año 2000 en el plan Sócrates II.

### Pospresidencia
Delors declinó presentarse como candidato a las elecciones presidenciales de Francia de 1995, en parte para no interferir en la carrera política de su hija Martine Aubry. Entre 1993 y 1996 la UNESCO encargó a Delors un estudio sobre la perspectiva de la educación en el mundo de cara al siglo XXI. Este informe se tituló La educación encierra un tesoro.

## Reconocimientos
En 1989, Delors fue galardonado con el Premio Príncipe de Asturias de Cooperación Internacional. En 1995 fue el primer galardonado del Premio Europeo Carlos V de la Fundación Academia Europea de Yuste. En 1998 recibió de la Generalidad de Cataluña el Premio Internacional Cataluña.